# Tengerikókusz
A  tengerikókusz avagy Coco-de-Mer (Lodoicea maldivica) a Seychelle-szigeteken honos pálmafaj, a Lodoicea nemzetség egyetlen faja.

## Érdekességek
- A Seychelle-szigeteken sok hiedelem övezi ezt a kettős termésű pálmát, ami az egyik monda szerint maga lehetett az édenkerti tudás fájának a gyümölcse.
- A Praslin természetvédelmi terület az egyetlen hely, ahol még fellelhető.
- A világ legnagyobb növényi termése, aminek tömege elérheti a 18 kg-ot.
- A fán a világ legnagyobb levelei láthatóak: átmérőjük akár 6 m is lehet.
- A fa 30 m magasra is nyúlhat.
- A fák 220 évig is élnek, de sokan 1000 évre becsülik élettartamukat, mivel 1768-ban a Praslin-szigetére érkező franciák csak fiatal hajtásokat találtak a Vallée de Mai természetvédelmi területen.
- Az érett gyümölcs súlya 15–30 kg. [1]
- A gyümölcs néha lógó női mellekre, illetve női hátsóra is hasonlít, ezért erotikus szuvenírként is árulják.[2] Évente több ezer tengerikókuszt adnak el szuvenírként.
- A gyümölcs héja 10 cm vastag és rendkívül rosszízű.
- A gyümölcs magja a legnagyobb a világon. [1]

## Források

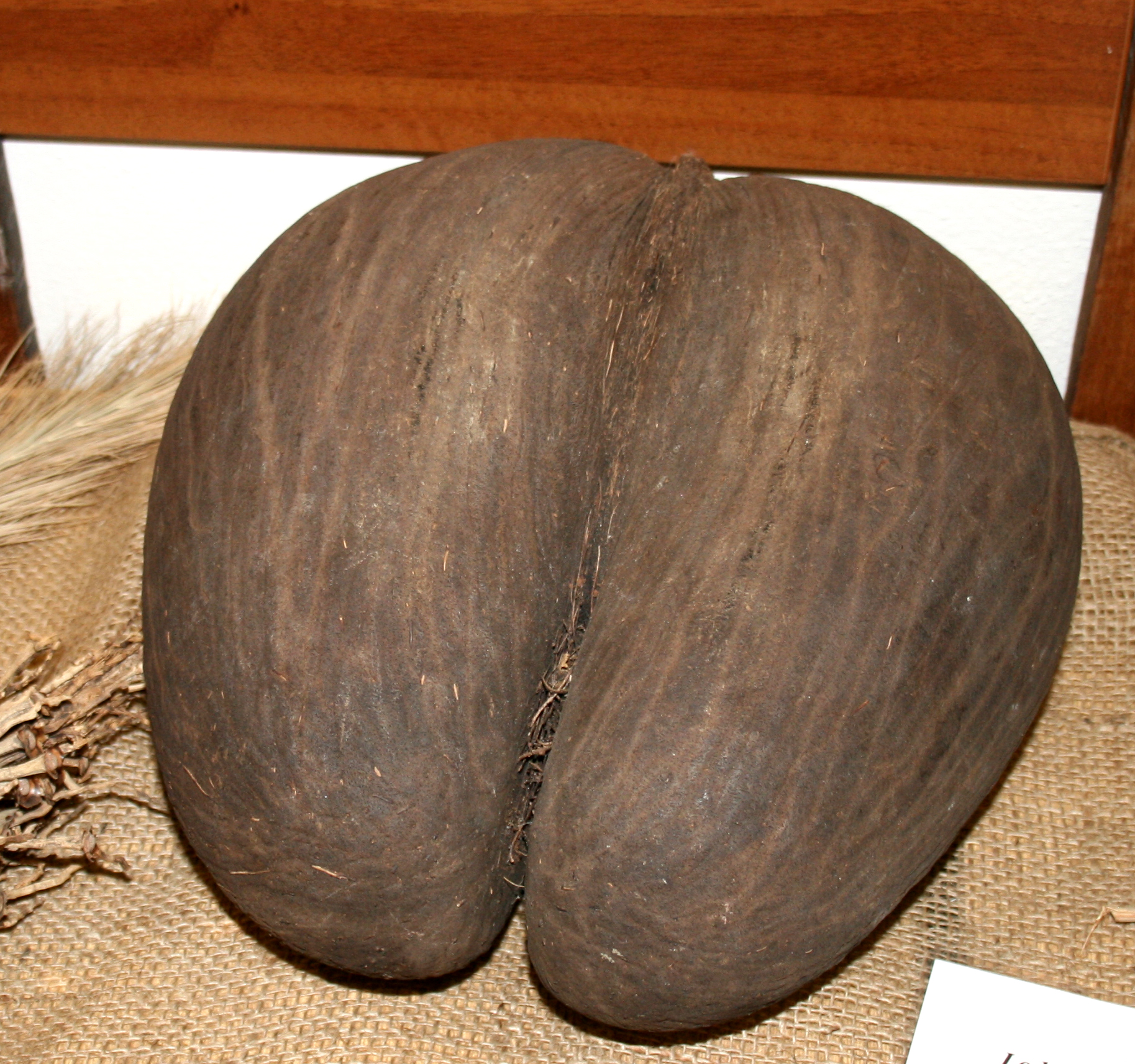
A tengerikókusz gyümölcse